# El Awadalla
Elfriede „El“ Awadalla (* 31. März 1956 in Nickelsdorf) ist eine österreichische Schriftstellerin, besonders bekannt für ihre Dialektliteratur.

## Leben
El Awadalla war mit einem Ägypter verheiratet und trägt seitdem den Nachnamen Awadalla.
Awadalla zog 1975 nach absolvierter Pflichtschule und anschließender kaufmännischer Lehre nach Wien, wo sie seitdem wohnt. Sie hat zwei Kinder (geb. 1980 und 1992), seit 1995 eine Pflegetochter und war in mehreren Berufen tätig. 1981 begann sie ein Studium der Afrikanistik, Arabistik und Islamkunde an der Universität Wien und der Universität Bir Zait in den Palästinensischen Autonomiegebieten, das sie später, kurz vor der Dissertation, abbrach.
1983 bestand sie ihre Berufsreifeprüfung und arbeitete von 1994 bis 2014 als Buchhalterin und Lohnverrechnerin im Wiener Literaturhaus. Bis 2011 war sie Betriebsratsvorsitzende der Dokumentationsstelle für neuere österreichische Literatur im Literaturhaus Wien. Von 2001 bis 2003 war sie Kulturveranstalterin im Kulturzentrum Siebenstern.
2005 trat sie als Kandidatin bei der Millionenshow mit Armin Assinger auf. Sie beantwortete alle Fragen richtig und gewann eine Million Euro. Am 28. Mai 2014 scheiterte sie in der Sendung Der Quiz-Champion im ZDF an der letzten Frage, um ins Finale einzuziehen, wo sie 250.000 Euro hätte gewinnen können.
Bei der Landtags- und Gemeinderatswahl in Wien 2015 kandidierte sie für Wien anders. Sie versuchte, bei der Bundespräsidentenwahl in Österreich 2016 als linke Kandidatin anzutreten, allerdings gab sie einen Tag vor dem Ende der Einreichfrist für Unterstützungserklärungen an, statt der erforderlichen 6000 nur rund 5500 Unterschriften erreicht zu haben, weshalb sie ihre Kandidatur nicht weiter betreibe. Drei Wochen seien für Kandidaten ohne Apparat und Großspenden zu kurz, um 6000 beglaubigte Unterschriften zu sammeln. Auch wäre die Zeit für eine unabhängige linke Kandidatur noch nicht reif. Was das Budget betrifft, wurde ein Spendenkonto eingerichtet. „Von der sagenhaften Million gibt’s nichts mehr“, meinte die Millionenshow-Gewinnerin aus dem Jahr 2005.
Awadalla ist Förderin des Podcasts Erklär mir die Welt des Journalisten Andreas Sator.

## Literarischer Lebenslauf
Von 1979 bis 1987 war sie Vorstandsmitglied des Arbeitskreises schreibender Frauen. Der Verein besteht nicht mehr. Seit 1982 veröffentlicht sie in Zeitungen, Zeitschriften, Anthologien und Rundfunk. 1992 wurde sie bei Ö.D.A. (Österreichische DialektautorInnen und -archive) und agiert seit 2001 als Vorsitzende und Herausgeberin der Zeitschrift Morgenschtean.
Awadalla ist Mitautorin mehrerer Sachbücher zu den Themen Sekten, Esoterik und Rechtsextremismus sowie Mitbegründerin und Jury-Mitglied des Lise Meitner Literaturpreises, der vom Frauenreferat der Hochschülerinnenschaft der TU Wien verliehen wird.
Seit 1995 veröffentlichte sie im Eigenverlag Dialektgedichte auf Bierdeckeln. Im Zuge ihrer Tätigkeit bei Ö.D.A. organisierte sie viele Veranstaltungen (auch gemeinsam mit dem Kunstverein akunst) und engagierte sich von 2000 bis 2007 in insgesamt 364 sogenannten Widerstandslesungen gemeinsam mit Traude Korosa.
Sie hält Lesungen und Vorträge und nimmt aktiv an Poetry-Slams in Österreich und dem benachbarten Ausland teil.

## Auszeichnungen
- 1983: Literaturwettbewerb Literatur der Arbeitswelt der Arbeiterkammer Oberösterreich, 2. Preis
- 1996: BEWAG-Literaturpreis, 1. Preis
- 2008: 1. Ötztaler Literaturwettbewerb, 2. Preis

## Schriften
Literarische Werke
- Zu viele Putzfrauen, Milena-Verlag, Wien 2020, ISBN 978-3-903184-50-3.
- Seawas, bist a krank? Tiefe und tiefgründige Dialoge im Krankenhaus. Milena Verlag, Wien 2014, ISBN 978-3-902950-000.
- Seawas, Grüssi, Salamaleikum. Tiefe und tiefgründige Dialoge in der U-Bahn. Milena Verlag, Wien 2012, ISBN 978-3-85286-221-7.
- dort und da – oder: wie klein die welt ist. (Mit Fotos von Luca Faccio), Sisyphus Verlag, Klagenfurt 2011, ISBN 978-3-901960-53-6.
- fo de fiicha und de ruam. Sisyphus Verlag, Klagenfurt 2008, ISBN 978-3-901960-43-7.
- Gorilla Srilla. A-Uhudla Verlag, Wien 2008, ISBN 3-901561-69-2.
- wienerinnen. Sisyphus Verlag, Klagenfurt 2006, ISBN 3-901960-35-X.
- Mein Weg zur Million. KGV Verlag, Brunn am Gebirge 2005, ISBN 3-9501956-3-7.
- der zwerg mit den silbernen rippen. Sisyphus Verlag, Klagenfurt 2005, ISBN 3-901960-28-7.
- Der Riesenbovist und andere Geschichten. Sisyphus Verlag, Klagenfurt 2003, ISBN 3-901960-21-X.
- mia san mia – wean und de wööd. (Mit Fotos von Andreas Gartner), Uhudla Verlag, Wien 2001, ISBN 3-901561-16-1.

Mitherausgeberin
- ... bis sie gehen: vier Jahre Widerstandslesungen; ein Lesebuch. Sisyphus Verlag, Klagenfurt 2004, ISBN 3-901960-19-8.
- Female science faction. Ausgewähltes vom Lise-Meitner-Literaturpreis. Promedia Verlag, Wien 2001, ISBN 3-85371-173-1.

Sonstiges
- Sterz Nr. 103 (http://www.sterzschrift.at/ 2011)
- Mundpropaganda – Slam Poetry erobert die Welt. Milena Verlag, Wien 2011, ISBN 978-3-85286-204-0.
- Heimliches Wissen, unheimliche Macht: Sekten, Kulte, Esoterik und der rechte Rand. Folio-Verlag, Wien-Bozen 1997, ISBN 3-85256-057-8.